# Pietrowice
Pietrowice (dříve Pietrowice Głubczyckie, česky Petrovice, dříve Petříkovy, německy Peterwitz, dříve Petrowitz, v letech 1936-1945 Zietenbusch) je ves v jižním Polsku, v Opolském vojvodství, v okrese Hlubčice, v gmině Hlubčice.

## Příroda
Vesnice se nachází v přírodním parku (polsky obszar chronionego krajobrazu) Rajón Mokre - Lewice. V okolí Petrovic se nachází Kocia Góra (463 m n. m., německy Kater Berg), v XVI. století slavná pro údajné čarodějnické sabaty. Vesnicí protéká Potok Mokry (též Radynka, česky Mohla), levý přítok řeky Opavice v Krnově. V blízkosti vsi se nachází prameny řeky Troji, nejdelšího pravého přítoku Pštiny (polsky Psina).

## Cestovní ruch
Ve vesnici Pietrowice je směrem na osadu Mokre-Kolonia koupaliště Zalew s kempingem I. kategorie č. 240, jenž je nositelem četných ocenění „Mister Campingu", které uděluje Polská federace campingu a caravaningu.

## Památky

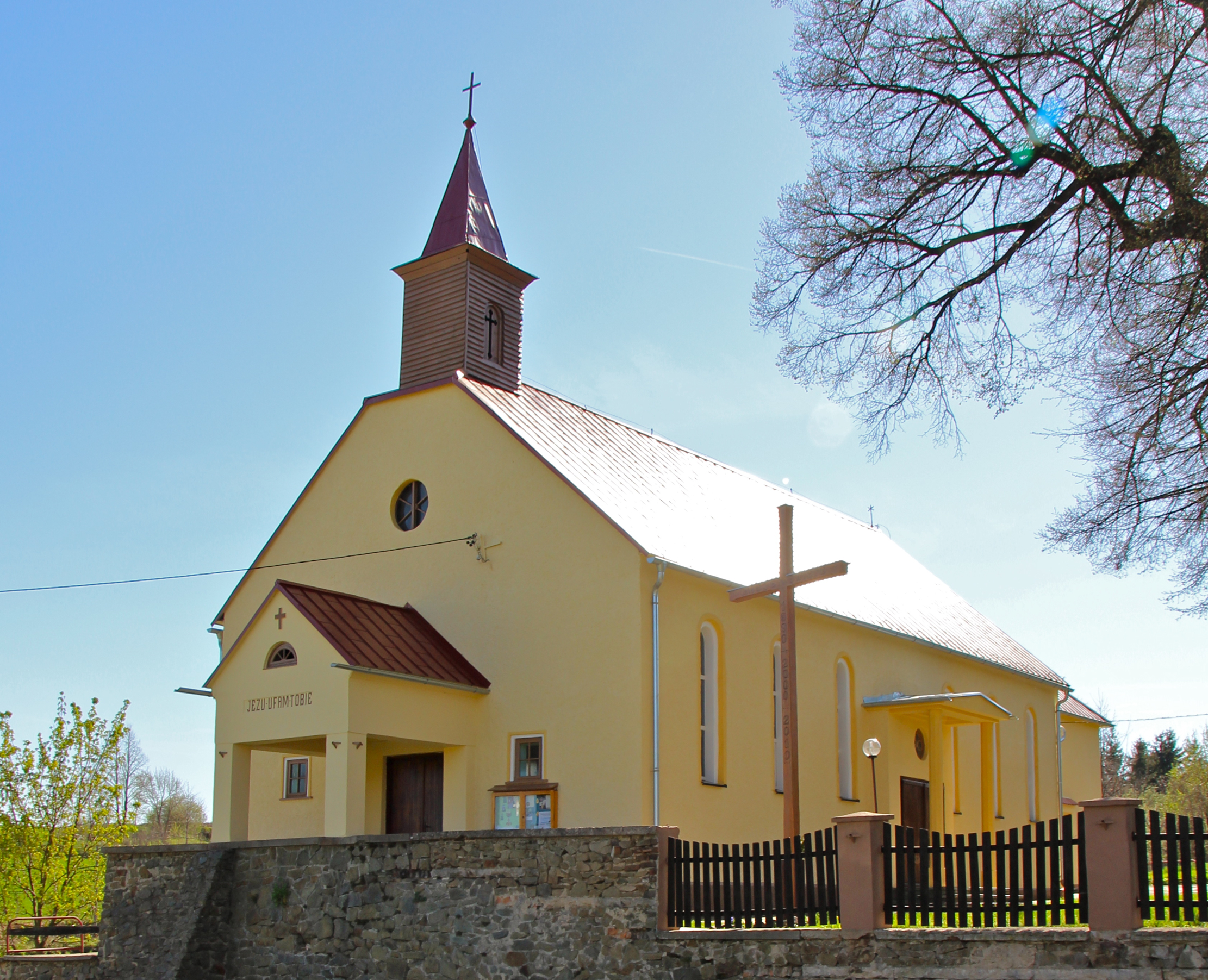
Kostel

Kostel Nejsvětějšího Srdce Pána Ježíše patří pod farnost Braciszów.

## Doprava
Vesnicí prochází silnice 1. třídy č. 38 (DK38). Ve vesnici se nachází silniční hraniční přechod Pietrowice Głubczyckie - Krnov (Petrovická ulice) pro vozidla do 3,5 tuny (ve zvláštních případech je možnost povolit výjimku průjezdu vozidel do celkové hmotnosti deseti tun) s výjimkou nebezpečných nákladů. Dříve byla ve vesnici železniční zastávka Pietrowice Głubczyckie (v letech 1945-1948 Pietrowice k. Głąbczyc) na dnes již zrušené železniční trati č. 333 Krnov - Głubczyce.